# Prieuré de Dinard
Le prieuré de Dinard est un lieu de culte catholique située au sud de Dinard, dans le département français d'Ille-et-Vilaine, région Bretagne.

## Localisation
Ce prieuré se trouve au sud du centre-ville de Dinard. Il a donné son nom à la plage, à la baie ainsi qu'au quartier environnant.

## Historique
Les chevaliers Olivier et son frère Geoffroy de Montfort ont fondé le prieuré en 1324. Des enfeus de la chapelle attenante y contiennent leur tombeau.
En 1979, le prieuré a été donné au diocèse aux Armées françaises qui en a depuis la propriété.
Les enfeus sont inscrits au titre des monuments historiques le 4 décembre 1942.